# Acanthobothrium lineatum
Acanthobothrium lineatum är en plattmaskart. Acanthobothrium lineatum ingår i släktet Acanthobothrium och familjen Oncobothriidae. Inga underarter finns listade i Catalogue of Life.